# Candy Candy
Candy Candy (キャンディ・キャンディ) és una sèrie d'anime basada en el sentimentalisme. La història gira al voltant de Candice "Candy" White, una noia que viu en un orfenat essent en realitat una jove de fortuna. Maltractada per una noia gelosa de la seva història d'amor i per una família adoptiva, creix intentant guanyar-se l'estimació d'amics i d'un jove de qui tot la separa. Després d'aconseguir ser una dona independent, es coneix el seu origen i pot reunir-se amb el seu amor.
La sèrie va emetre's a partir de 1975 i va inspirar diverses pel·lícules al Japó. Basada en una novel·la de Kyoko Mizuki, va ser exportada a diversos països occidentals, entre ells Espanya, on va ser emesa per TVE. A Catalunya, fou emesa per primer cop l'11 de juny de 1997 pel Canal 33 i posteriorment reemesa pel canal K3.
L'anime s'estructura com un relat d'iniciació, on les escoles i cases tenen un paper determinant, ja que el punt de vista és el de l'adolescent. Apareixen temes com la família, el valor de l'amistat, el primer amor o la necessitat de tenir personalitat, entre d'altres.